# Trempealeau
Trempealeau est un village du comté de Trempealeau, dans l'État du Wisconsin, aux États-Unis. En 2020, il comptait une population de 1 843 habitants.